# 神山町 (大阪市)
神山町（かみやまちょう）は、大阪府大阪市北区の町名。丁番を持たない単独町名である。

## 地理
北は万歳町と扇町2丁目、東は扇町1丁目、南は太融寺町と野崎町と南扇町、西は堂山町に隣接している。

## 歴史
元は西成郡北野村の一部で、大阪市編入後の1900年（明治33年）に北野東之町という町名になった。神山町の町名は1924年（大正13年）に誕生した町名で、大半がもと北野東之町に当たる。

### 地名の由来
地名の由来は、戦前に綱敷天神社裏手にあった小山を指した名であり、この小山こそが神山と呼ばれたことに由来する。

## 世帯数と人口
2019年（平成31年）3月31日現在の世帯数と人口は以下の通りである。
| 町丁   | 世帯数  | 人口  |
| ------ | ------- | ----- |
| 神山町 | 336世帯 | 535人 |

### 人口の変遷
国勢調査による人口の推移。
| 1995年（平成7年）  | 331人 | [ 6 ]  |  |
| 2000年（平成12年） | 246人 | [ 7 ]  |  |
| 2005年（平成17年） | 298人 | [ 8 ]  |  |
| 2010年（平成22年） | 294人 | [ 9 ]  |  |
| 2015年（平成27年） | 285人 | [ 10 ] |  |

### 世帯数の変遷
国勢調査による世帯数の推移。
| 1995年（平成7年）  | 139世帯 | [ 6 ]  |  |
| 2000年（平成12年） | 105世帯 | [ 7 ]  |  |
| 2005年（平成17年） | 157世帯 | [ 8 ]  |  |
| 2010年（平成22年） | 176世帯 | [ 9 ]  |  |
| 2015年（平成27年） | 196世帯 | [ 10 ] |  |

## 学区
市立小・中学校に通う場合、学区は以下の通りとなる。北区内の全ての市立中学校と、大阪市内の小中一貫校が対象で学校選択が可能（抽選を実施）。
| 番・番地等 | 小学校             | 中学校             |
| ---------- | ------------------ | ------------------ |
| 全域       | 大阪市立扇町小学校 | 大阪市立天満中学校 |

## 事業所
2016年（平成28年）現在の経済センサス調査による事業所数と従業員数は以下の通りである。
| 町丁   | 事業所数  | 従業員数 |
| ------ | --------- | -------- |
| 神山町 | 144事業所 | 1,038人  |

## 施設

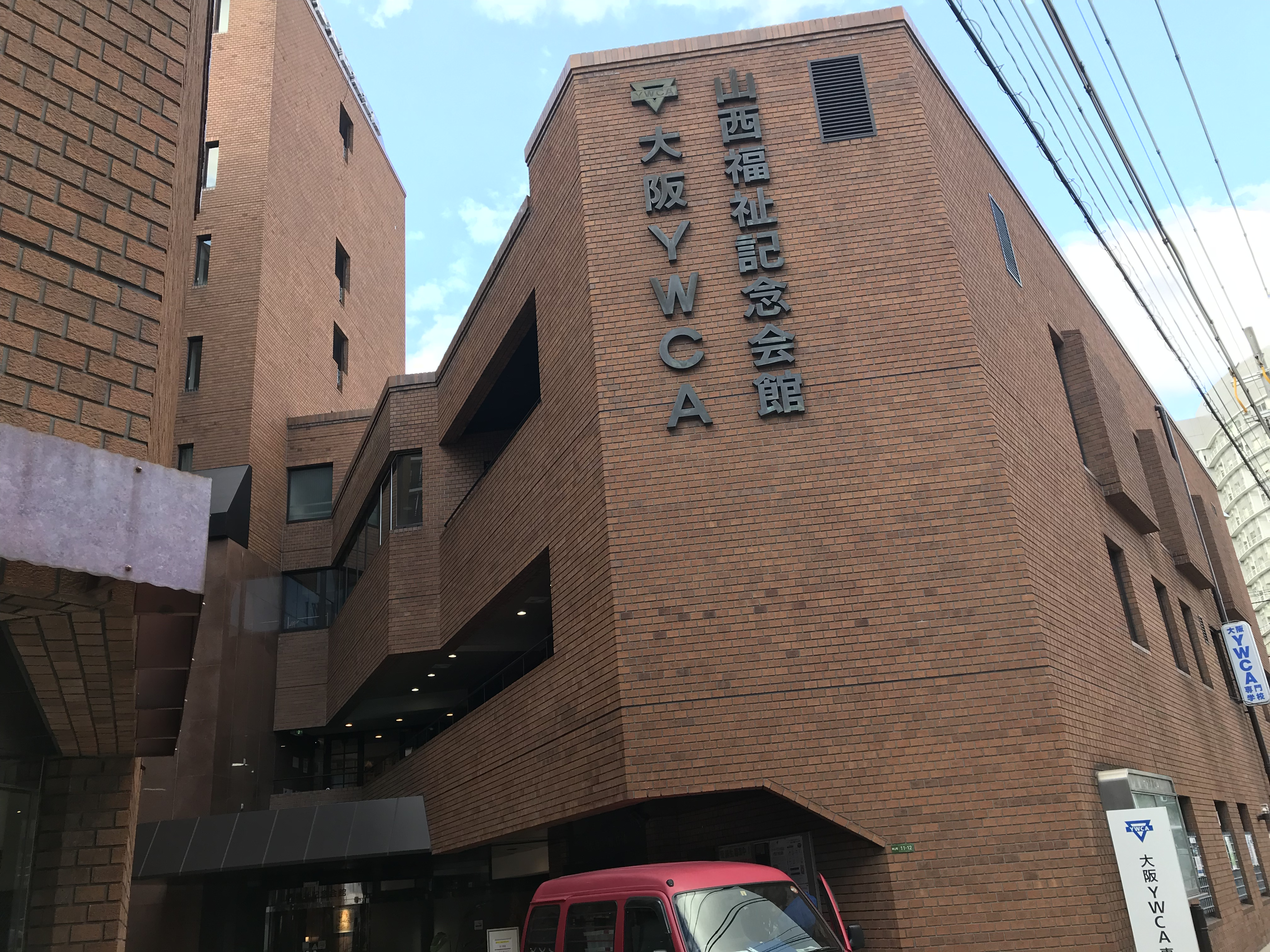
山西福祉記念会館（大阪YWCA専門学校）

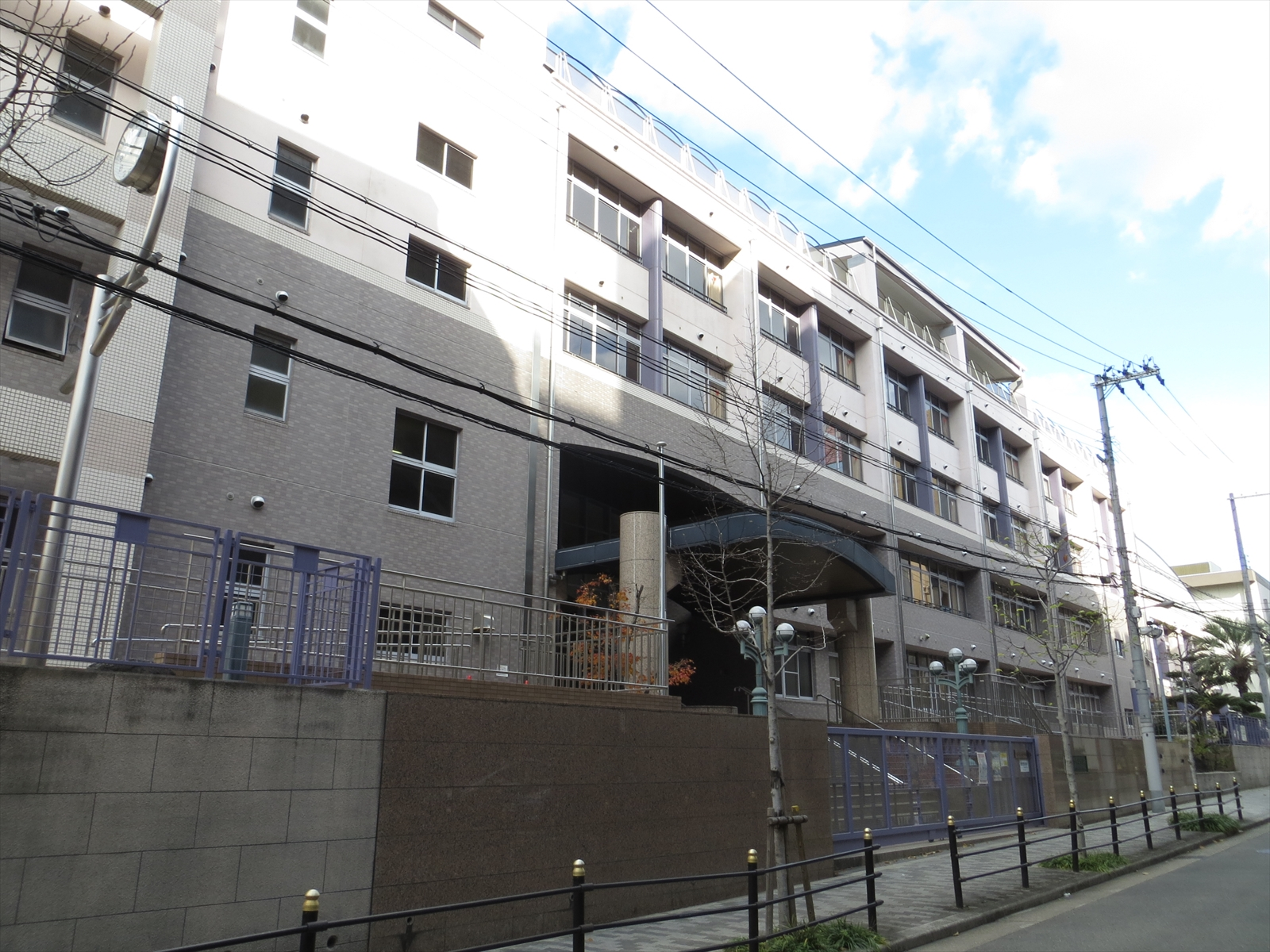
大阪市立天満中学校

- 綱敷天神社
- 日本基督教団扇町教会
- 扇町同胞幼稚園
- こころ間
- 山西福祉記念会館
- 大阪YWCA専門学校
- 大阪市立天満中学校

## 交通

### 鉄道
地内に駅はないが、最寄り駅は地下鉄谷町線「扇町駅」もしくは「中崎町駅」。

### 道路
主要地方道
- 大阪市道大阪環状線（都島通）

### 路線バス
大阪シティバス
- 太融寺町

## その他

### 日本郵便
- 〒530-0026[3]（集配局：大阪北郵便局[13]）